# Eupolyphaga limbata
Eupolyphaga limbata är en kackerlacksart som först beskrevs av Kirby, W. F. 1903.  Eupolyphaga limbata ingår i släktet Eupolyphaga och familjen Polyphagidae. Inga underarter finns listade i Catalogue of Life.